# Komisariat Straży Granicznej „Gdynia”

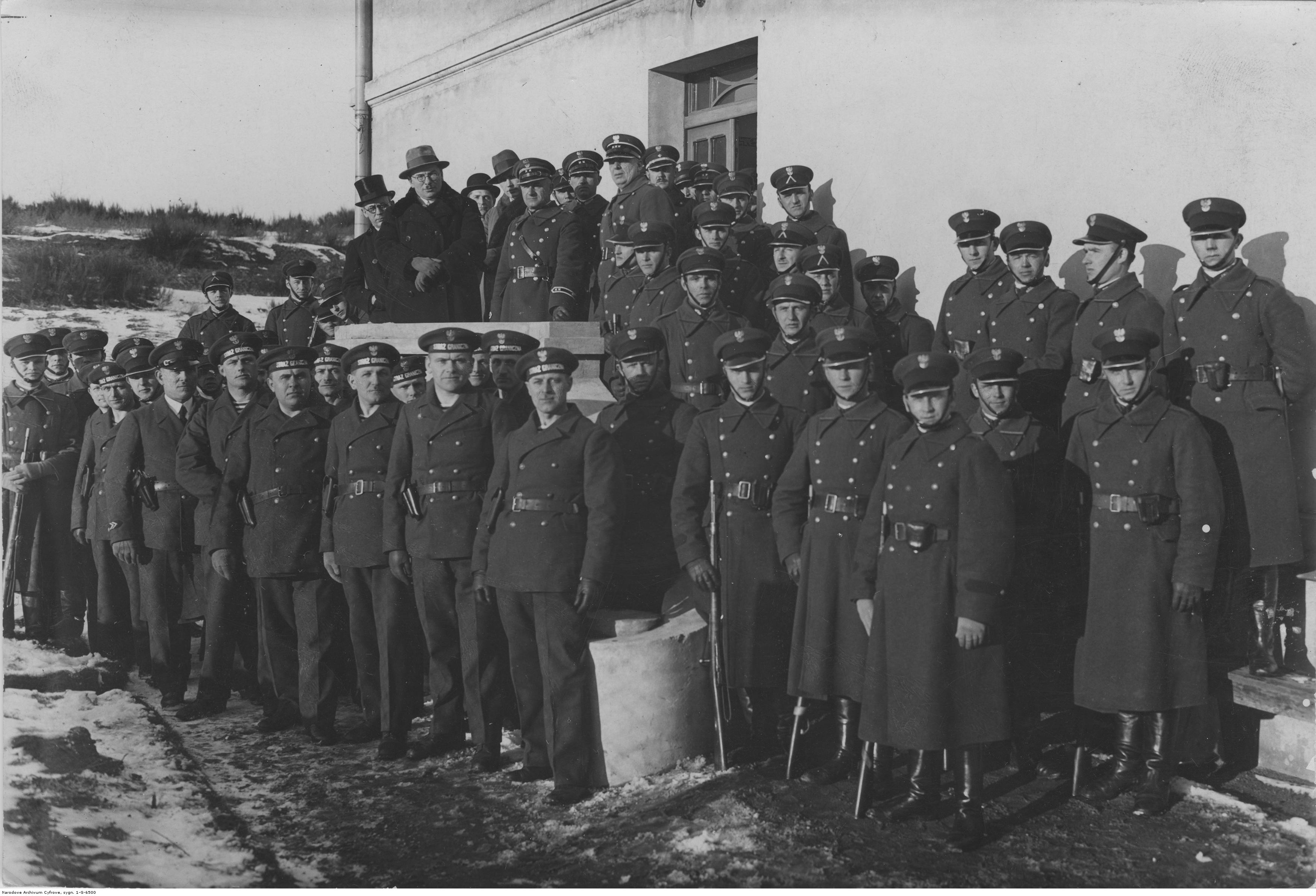
Wizyta wojewody Stefana Kirtiklisa w Straży Granicznej w Gdyni

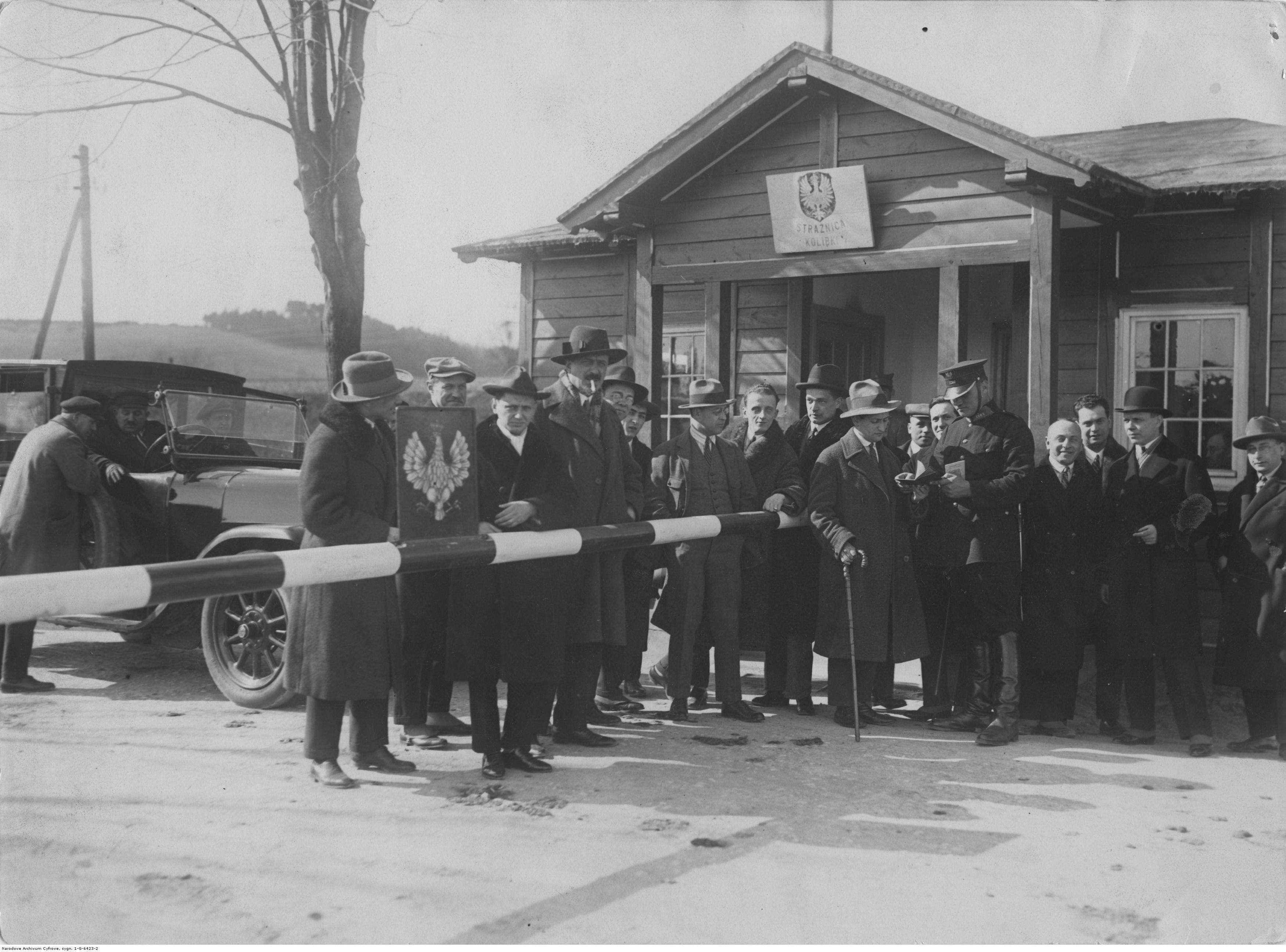
Posterunek graniczny w Kolibkach

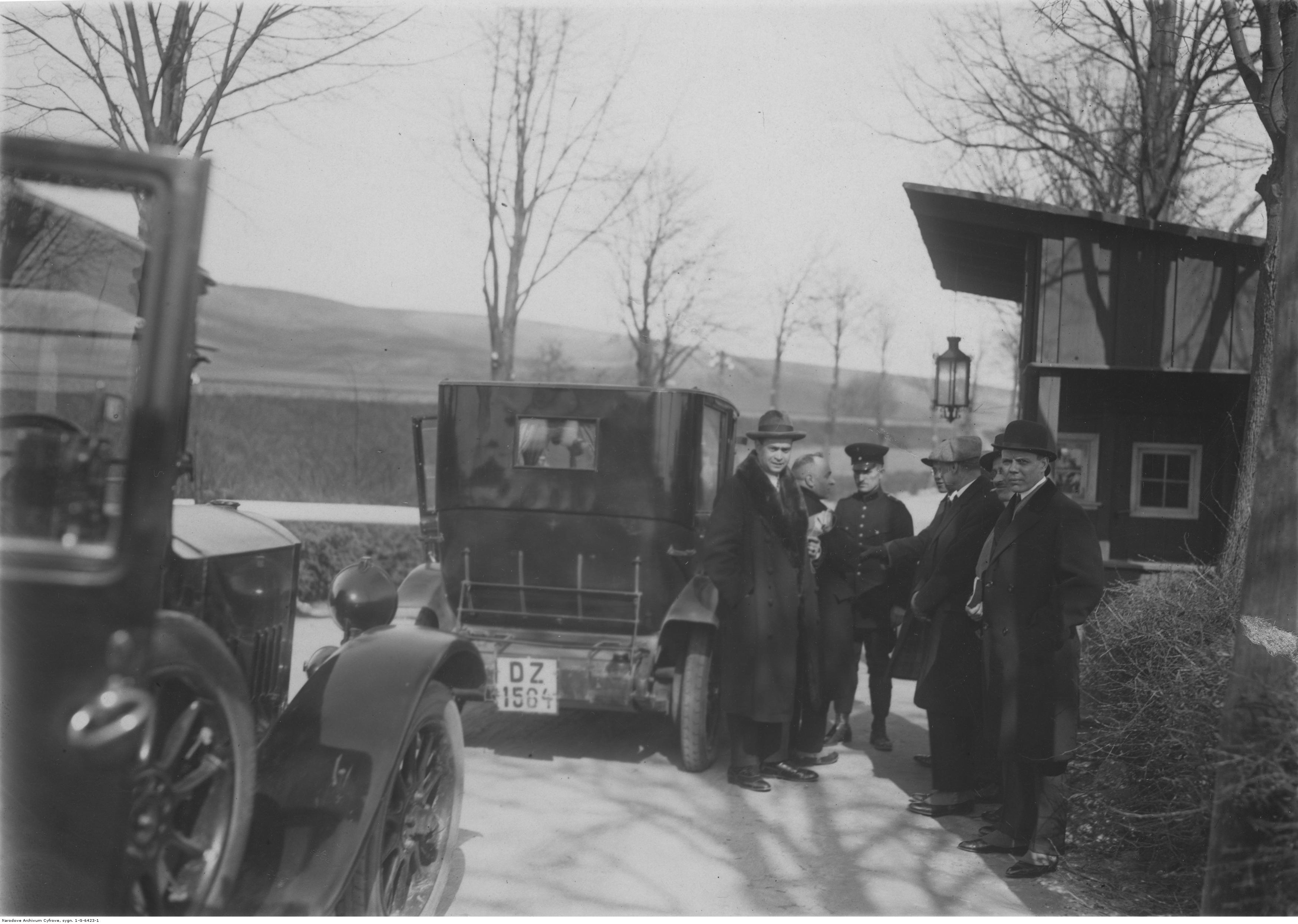
Posterunek graniczny w Kolibkach

Komisariat Straży Granicznej „Gdynia” – jednostka organizacyjna Straży Granicznej pełniąca służbę ochronną na granicy państwowej w latach 1928–1939.

## Formowanie i zmiany organizacyjne
W drugiej połowie 1927 przystąpiono do gruntownej reorganizacji Straży Celnej. W praktyce skutkowało to rozwiązaniem tej formacji granicznej.
Rozporządzeniem Prezydenta Rzeczypospolitej Polskiej Ignacego Mościckiego z 22 marca 1928 roku, do ochrony północnej, zachodniej i południowej granicy państwa, a w szczególności do ich ochrony celnej, powoływano z dniem 2 kwietnia 1928 roku  Straż Graniczną.
Rozkazem nr 2 z 19 kwietnia 1928 roku w sprawach organizacji Pomorskiego Inspektoratu Okręgowego dowódca Straży Granicznej gen. bryg. Stefan Pasławski przydzielił komisariat „Gdynia” do Inspektoratu Granicznego nr 5 „Gdynia” i określił jego strukturę organizacyjną. 
Już 29 kwietnia 1929 komendant Straży Granicznej płk Jan Jur-Gorzechowski rozkazem nr 1  w sprawie zmian w organizacji Pomorskiego Inspektoratu Okręgowego zmieniał częściowo organizację komisariatu. Komisariat miał strzec odcinka ówczesnych placówek w Orłowie i Oksywiu, a  zamiast placówek nakazał utworzyć wartownie. 
Rozkazem nr 12 z 10 stycznia 1930 roku  w sprawie reorganizacji Pomorskiego Inspektoratu Okręgowego komendant Straży Granicznej płk Jan Jur-Gorzechowski ustalił nową organizację komisariatu.
W 1934 roku gdyńskiemu komisariatowi powierzono odcinek granicy morskiej od styku granicy polsko-gdańskiej do ujścia Redy. W styczniu tego roku ustalono jego nową organizację i etat. Kierownik komisariatu do dyspozycji miał dwóch oficerów młodszych oraz 106 szeregowych. Komisariatowi podlegała placówka portowa Gdynia i trzy placówki pierwszej linii: „Mechelinki”, „Obłuże” i „Orłowo”. Istniejące dotąd placówki pierwszej linii „Gdynia” i „Oksywie” zostały zniesione. Placówka portowa organizacyjnie odpowiadała placówce II linii. Zasięgiem obejmowała port handlowy i wojenny, strefę wolnocłową oraz kontrolę nad ruchem kolejowym.
Komisariat wyposażony został w łódź motorową, dwa motocykle oraz psa służbowego.
Rozkazem nr 3 z 23 czerwca 1934 roku w sprawach [...] tworzenia i zniesienia posterunków informacyjnych, komendant Straży Granicznej płk Jan Jur-Gorzechowski wyłączył placówkę I linii „Wielki Kack”  z komisariatu Straży Granicznej „Kartuzy” i włączył w skład komisariatu Straży Granicznej „Gdynia”.
Rozkazem nr 4 z 17 grudnia 1934 roku  w sprawach [...] zarządzeń organizacyjnych i zmian budżetowych, komendant Straży Granicznej płk Jan Jur-Gorzechowski przeniósł placówkę I linii „Obłuże”  do Podgórza.
Rozkazem nr 3 z 31 grudnia 1938 roku w sprawach reorganizacji jednostek na terenach Śląskiego, Zachodniomałopolskiego i Wschodniomałopolskiego okręgów Straży Granicznej, a także utworzenia nowych komisariatów i placówek, komendant Straży Granicznej płk Jan Gorzechowski wydzielił z komisariatu „Gdynia” placówkę II linii „Gdynia” i przydzielił ją do Komendy Odwodu „Gdynia” jako placówkę „Gdynia Port”, przemianował placówkę I linii „Gdynia I” na placówkę II linii „Gdynia Miasto” i przydzielił ją do Komendy Obwodu „Gdynia”. Odcinek placówki „Gdynia I” podzielono pomiędzy placówkę „Orłowo“ i „Gdynia III”. Placówki Gdynia III, IV i V otrzymały numery I, II i III.
Rozkazem nr 12 z 14 lipca 1939 roku w sprawie reorganizacji placówek II linii i posterunków wywiadowczych oraz obsady personalnej, komendant Straży Granicznej gen. bryg. Walerian Czuma przemianował posterunek „Chylonia” na placówkę II linii.
Rozkazem nr 13 z 31 lipca 1939 roku w sprawach [...] przeniesienia siedzib i zmiany przydziałów jednostek organizacyjnych, komendant Straży Granicznej gen. bryg. Walerian Czuma wydzielił komisariat „Wejherowo” z Odwodu SG „Kościerzyna” i przydzielił go do Odwodu SG „Gdynia”.

## Służba graniczna
Kierownik Pomorskiego Inspektoratu Okręgowego Straży Granicznej mjr Józef Zończyk w rozkazie organizacyjnym nr 2 z 8 czerwca 1928 roku udokładnił linie rozgraniczenia inspektoratu. Granica południowa: granica WM Gdańska (podkomisariat Hel - od m. Chałupy); granica północna: m. Nowe Obłuże (wył.).
Sąsiednie komisariaty
- komisariat Straży Granicznej „Gniew” ⇔ komisariat Straży Granicznej „Puck” − 1928

## Funkcjonariusze komisariatu
| Kierownicy/komendanci komisariatu | Kierownicy/komendanci komisariatu | Kierownicy/komendanci komisariatu | Kierownicy/komendanci komisariatu |
| stopień                           | imię i nazwisko                   | okres pełnienia służby            | kolejne stanowisko                |
| --------------------------------- | --------------------------------- | --------------------------------- | --------------------------------- |
| aspirant                          | Jerzy Gostyński                   | 1928 – 1929                       | do IG Opalenica                   |
| komisarz                          | Emil Rogalski                     | 1930 – 1936                       | adiutant Wielkopolskiego IO SG    |
| komisarz                          | Jan Dzięciołowski                 | 1938 -                            |                                   |
| Zastępcy komendanta komisariatu   |                                   |                                   |                                   |
| starszy strażnik                  | Stanisław Wijas                   | 1 V 1939 –                        |                                   |

## Struktura organizacyjna
Organizacja komisariatu w maju 1928:
- komenda − Gdynia
- podkomisariat Straży Granicznej „Hel”
- placówka Straży Granicznej I linii „Orłowo”
- placówka Straży Granicznej I linii „Gdynia”
- placówka Straży Granicznej I linii „Oksywie”
- placówka Straży Granicznej I linii „Hel”
- placówka Straży Granicznej I linii „Jastarnia”
- placówka Straży Granicznej II linii „Gdynia”

Organizacja komisariatu w styczniu 1930:
- komenda − Gdynia
- placówka Straży Granicznej I linii „Orłowo”
- placówka Straży Granicznej I linii „Gdynia”
- placówka Straży Granicznej I linii „Oksywie”
- placówka Straży Granicznej I linii „Mechelinki”
- placówka Straży Granicznej II linii „Gdynia”

Organizacja komisariatu w 1936:
- komenda − Gdynia
- placówka Straży Granicznej II linii Gdynia (II)
- placówka Straży Granicznej I linii Wielki Kack
- placówka Straży Granicznej I linii Orłowo
- placówka Straży Granicznej I linii Gdynia (I)
- placówka Straży Granicznej I linii Gdynia (III)
- placówka Straży Granicznej I linii Gdynia (IV)
- placówka Straży Granicznej I linii Gdynia (V)
- placówka Straży Granicznej I linii Pogórze
- placówka Straży Granicznej I linii Mechelinki
- posterunek SG Chylonia